# Highnam Over and Linton
Highnam Over and Linton var en civil parish fram till 1935 när den uppgick i civil parish Highnam, i grevskapet Gloucestershire i England. Civil parish var belägen 3 km från Gloucester och hade 288 invånare år 1931.